# Gens Fannia
Die gens Fannia (deutsch: Fannier) war eine römische Familie (gens), die den Gentilnamen Fannius (weibliche Form Fannia) trug. Die Vertreter der plebejischen Familie sind seit dem 2. Jahrhundert v. Chr. bezeugt sind.

## Bedeutende Vertreter
- Gaius Fannius (Volkstribun), amtierte wahrscheinlich im Jahr 184 v. Chr. als Volkstribun
- Gaius Fannius Strabo, Konsul 161 v. Chr., 158 und 154 v. Chr. als Gesandter tätig
- Gaius Fannius (Konsul 122 v. Chr.), war auch ein Historiograph und Redner
- Fannia (Gattin des Titinius), angeblich sittenlose Frau, beherbergte 88 v. Chr. den geächteten Gaius Marius
- Marcus Fannius, 86 v. Chr. Ädil, 80 v. Chr. Prätor
- Gaius Fannius, als Senator 81 v. Chr. in einem Senatskonsult erwähnt
- Gaius Fannius Chaerea, prozessierte 76 v. Chr. gegen den Schauspieler Quintus Roscius Gallus
- Lucius Fannius, kämpfte eine Weile für Mithridates VI. von Pontos gegen Rom, 68/67 v. Chr. Legat des Lucullus
- Gnaeus Fannius, römischer Ritter, trat im Prozess gegen Gaius Verres auf
- Gaius Fannius (Prätor), war 59 v. Chr. Volkstribun, zwischen 55 und 50 v. Chr. Prätor, wohl 43 v. Chr. Gesandter des Senats an Sextus Pompeius
- Fannius (Legat), 43 v. Chr. Legat des Caesarmörders Gaius Cassius Longinus gegen Rhodos
- Fannius Caepio, nahm 22 v. Chr. an einer Verschwörung gegen Augustus teil
- Fannia (Gattin des Helvidius Priscus)
- Gaius Fannius (Historiker), Freund des jüngeren Plinius, verfasste eine Geschichte der Verfolgungen unter Nero